# Live in Paris (Diana Krall)
Live in Paris è il primo album dal vivo della cantante e pianista jazz Diana Krall, pubblicato il 1º ottobre 2002 dalla Verve Records.

## Il disco
Registrato a Parigi nel 2001, Live in Paris è costituito da dodici brani, di cui due inediti.
L'album raggiunge la terza posizione in Canada, la quinta in Norvegia e la sesta in Nuova Zelanda e nel 2003 vince il Grammy Award for Best Jazz Vocal Album.

## Tracce
1. I Love Being Here With You – 5:12
2. Let's Fall in Love – 4:34
3. 'Deed I Do – 5:18
4. The Look of Love – 5:00
5. East of the Sun (And West of the Moon) – 5:58
6. I've Got You Under My Skin – 7:24
7. Devil May Care – 6:52
8. Maybe You'll Be There – 5:48
9. 'S Wonderful – 6:00
10. Fly Me to the Moon – 6:06
11. A Case of You – 6:50
12. Just the Way You Are – 5:00

## Formazione
- Diana Krall – voce, pianoforte

Altri musicisti
- Anthony Wilson – chitarra
- John Clayton – basso
- Jeff Hamilton – batteria